# Käthe Menzel-Jordan
Käthe Menzel-Jordan (geb. Hertel; * 7. September 1916 in Erfurt) ist eine deutsche Architektin und Denkmalpflegerin. 

## Leben und Werk

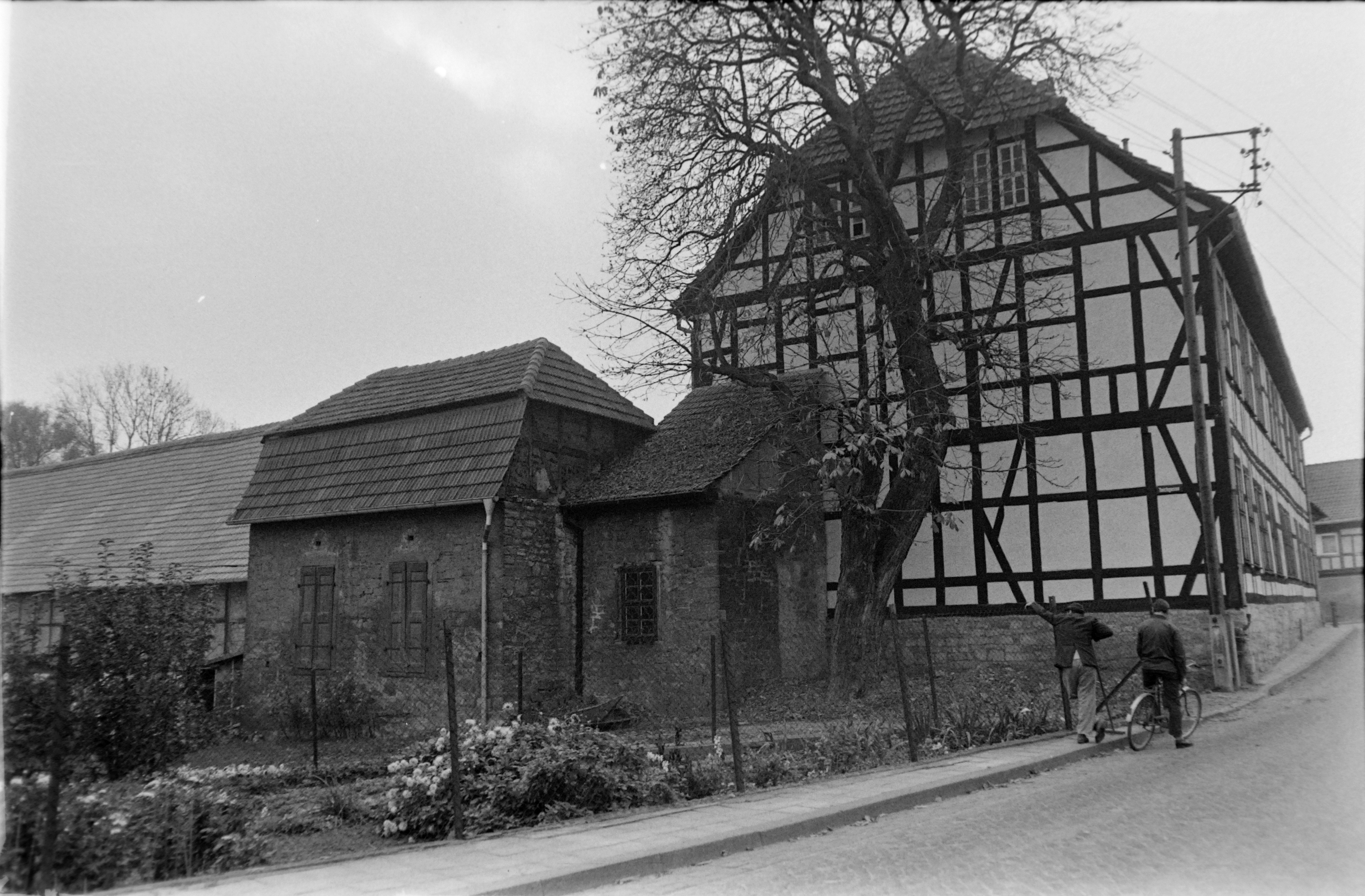
Schloss Hue de Grais Wolkramshausen 1986

Käthe Menzel-Jordan wurde am 7. September 1916 in Erfurt geboren. Ihr Großvater Reinhold Schreiber besaß ein Baugeschäft in der Erfurter Michaelisstraße und war im letzten Viertel des 19. Jahrhunderts ein vielbeschäftigter Bauunternehmer. Menzel-Jordan entschloss sich daher, auch im Bauwesen beruflich tätig zu werden.

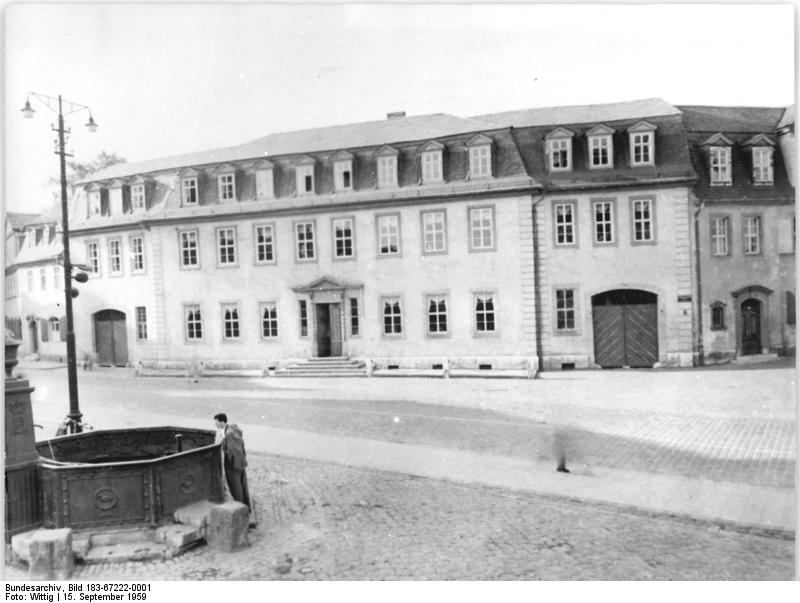
Goethehaus am Frauenplan in Weimar im Jahr 1959

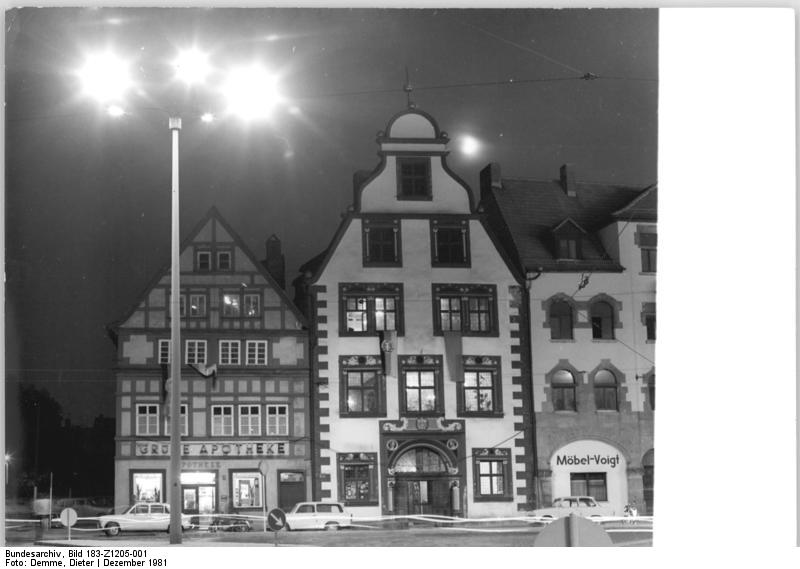
Haus zur hohen Lilie Domplatz 31 in Erfurt im Jahr 1981

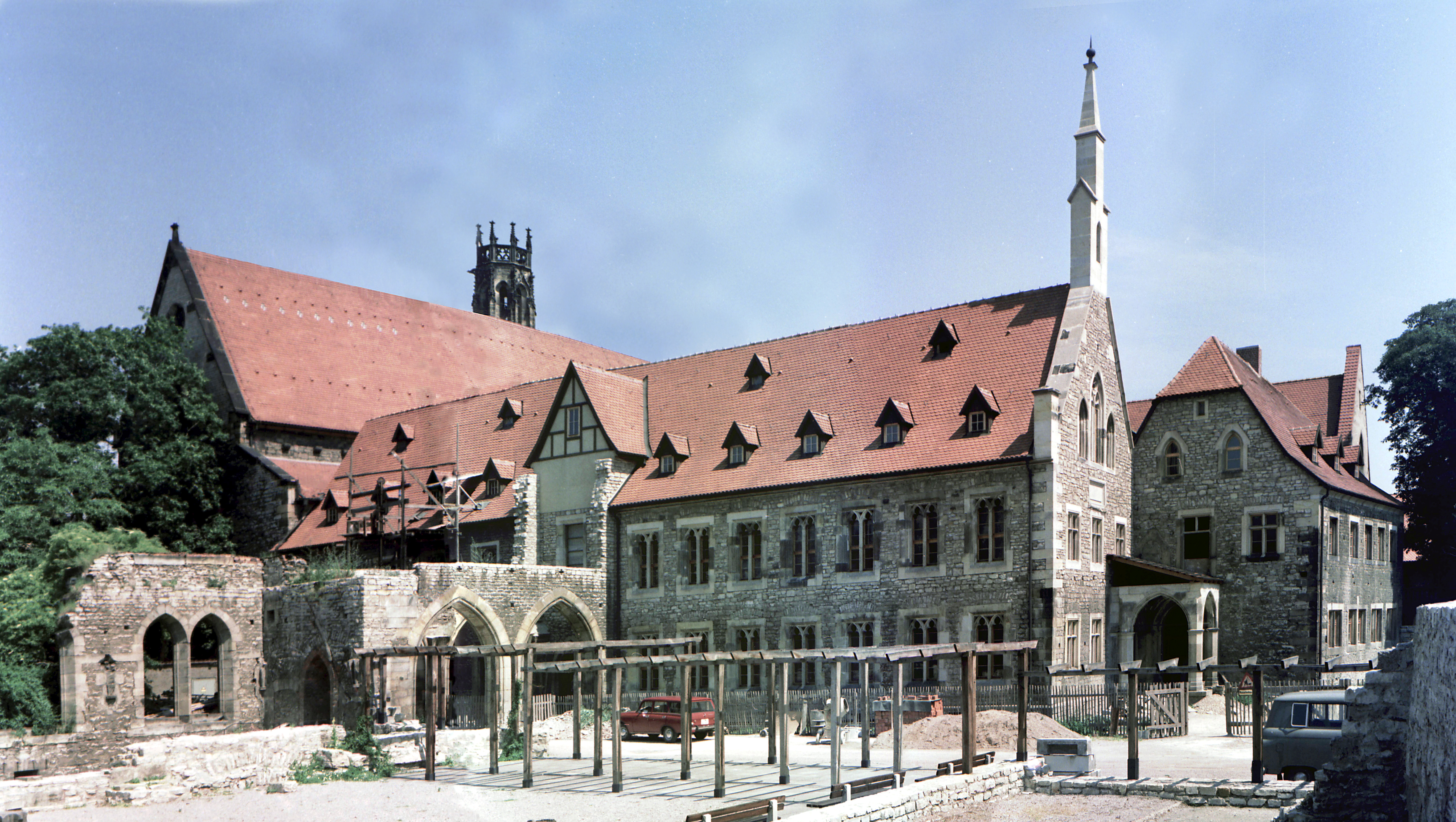
Augustinerkloster Erfurt im Jahr 1985

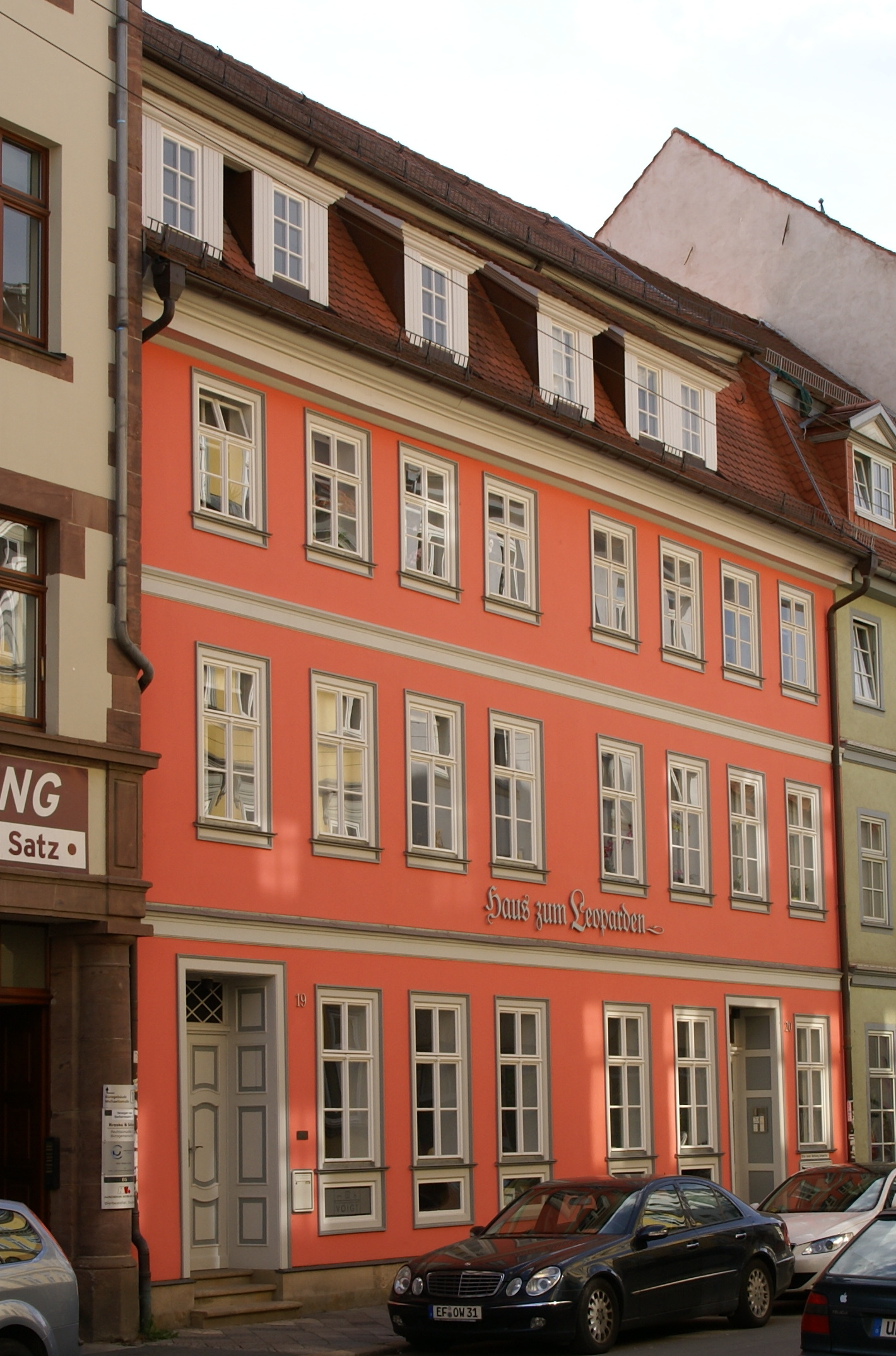
Haus zum Leoparden Michaelisstraße 19/20 in Erfurt nach der Generalsanierung

Während der 1930er Jahre studierte sie in Dresden Architektur und Kunstgeschichte. Die junge Architektin wurde vom Kriegsausbruch überrascht; sie entschloss sich, eine weitere Ausbildungschance zu nutzen, und beschäftigte sich mit Betriebswirtschaft und technischer Verwaltung. Die Luftangriffe auf Dresden überlebte sie durch einen Zufall, da sie sich in dieser Zeit im Heimaturlaub befand. Bei ihrer Rückkehr war ihre Dresdner Wohnung mit aller Habe und der bereits begonnenen Dissertation vernichtet.
Nach ihrer Rückkehr übernahm sie in der durch Luftangriffe auf Weimar zerstörten Stadt bereitwillig viele Notsicherungsarbeiten und Projekte zur Linderung der Wohnungsnot. Ihre Ausbildung konnte sie bei der Thüringer Landesregierung beenden. Die junge und politisch unbelastete Architektin blieb in Thüringen. Von der sowjetischen Kommandantur in Weimar erhielt sie den Befehl, das verwüstete Goethehaus am Frauenplan zu sichern und wieder in Ordnung zu bringen. Es folgten viele ähnliche Projekte bis zur Gründung der DDR.
Käthe Menzel-Jordan beschloss, ihre beruflichen Kenntnisse durch ein Studium an der Technischen Hochschule Dresden zu erweitern. Ihre 1955 eingereichte Dissertation beschäftigte sich mit den etwa 50 seit dem Mittelalter in Erfurt vorhanden gewesenen Wassermühlen.
Als freie Architektin fand Käthe Menzel-Jordan in der Ulbricht-Ära zunächst nur Angebote, die ihr kreatives Können und Wissen unterforderten, sie fand schließlich ein reichhaltiges Betätigungsfeld in Zusammenarbeit mit den Kirchenbauverwaltungen in Erfurt und später auch den jeweiligen Bauabteilungen in der Stadtverwaltung.
Zu ihren wichtigsten Erfurter Projekten gehören:
- Der Gebäudekomplex des Erfurter Augustinerklosters (1979–1990),[2] der im Rahmen der Luftangriffe auf Erfurt durch britische Minenbomben zerstört worden war.[3]
- Krämerbrücke – diverse Häuser
- Michaelisstraße – diverse Häuser, u. a. das Haus zum Güldenen Krönbacken
- Domplatz, Gasthaus „Zur Hohen Lilie“
- Predigerkirche
- Michaeliskirche

sowie Schloss Molsdorf in der Nähe von Erfurt.
Sie war auch in Arnstadt, Schmalkalden und Wolkramshausen tätig, wo sie an der Sanierung des Gutes „Hue de Grais“ arbeitete.
Noch im Alter von 80 Jahren wagte sie sich an ihr letztes Projekt, die Generalsanierung des in Familienbesitz zurückgekehrten Hauses Michaelisstraße 19/20 in der Erfurter Altstadt. Während der bauarchäologischen Untersuchungen stellte sich heraus, dass dieses Haus das (bislang) älteste dokumentierte Wohnhaus in der Erfurter Altstadt ist und im späten 13. Jahrhundert errichtet wurde.
Am 10. September 2016 feierte Frau Menzel-Jordan gemeinsam mit vielen Weggefährten und Gästen auf Einladung des Erfurter Kirchenkreises der Evangelischen Kirche Mitteldeutschlands in der Erfurter Michaeliskirche einen Gottesdienst zu ihrem 100. Geburtstag.
Sie lebt in Erfurt und ist mit 107 Jahren das älteste Mitglied der Thüringer Architektenkammer.
Menzel-Jordan lebt im Augusta-Viktoria-Stift Erfurt und wurde 2024 Ehrenbürgerin der Stadt.

## Schriften
- Erfurt, eine Stadt der Wassermühlen. Untersuchung über die Art und Form der mittelalterlichen Mühlen in Erfurt sowie die Bedingung ihrer Existenz. Dissertation, Technische Hochschule Dresden, 1955.
- Zur Erneuerung der Predigerkirche in Erfurt. In: Kunst und Kirche. 29. Jahrgang 1966, Nr. 1, S. 33–39.